# Klapa s Mora
Klapa s Mora (ang.:Klapa From The Sea, pierwotnie: Super Klapa) – chorwacki zespół muzyczny stworzony na początku 2013 roku przez krajową telewizję publiczną Hrvatska Radiotelevizija (HRT) na potrzeby 58. Konkursu Piosenki Eurowizji.

## Skład grupy
Członkowie zespołu to wokaliści kilku popularnych w Chorwacji klap, wykonujących tradycyjną muzykę z Dalmacji.
- Marko Škugor – pierwszy tenor (z klapy Kampanel)
- Ante Galić – drugi tenor (z klapy Sinj)
- Nikša Antica – pierwszy baryton (z klapy Kampanel)
- Leon Bataljaku – drugi baryton (z klapy Crikvenica)
- Ivica Vlaić – bas (z klapy Sebenico)
- Bojan Kavedžija – bas (z klapy Grdelin)

## Konkurs Piosenki Eurowizji
Pod koniec lutego 2013 roku ogłoszono, że zespół został wewnętrznie wybrany na reprezentanta Chorwacji podczas 58. Konkursu Piosenki Eurowizji z utworem „Mižerja” autorstwa Gorana Topolovca, który pokazał tradycyjną chorwacką muzykę w sposób nowoczesny. Produkcją kompozycji zajął się Nikša Bratoš, który końcową wersję utworu współtworzył z włoskim producentem Lucą Bignardim. 14 maja grupa wystąpiła w pierwszym półfinale konkursu z czwartym numerem startowym. Nie awansowała jednak do sobotniego finału, zajęła 13. miejsce z 38 punktami na koncie.